# Herb Nowego Korczyna
Herb Nowego Korczyna – symbol miasta i gminy Nowy Korczyn.

## Wygląd i symbolika
Herb przedstawia na tarczy w polu czerwonym między dwoma srebrnymi orłami bez korony srebrną basztę z czarnymi wrotami, oknami i dachem. Jest to historyczny herb miasta – baszta symbolizuje nieistniejący już nowokorczyński zamek.